# Isländischer Fußballpokal der Männer 2013
Der isländische Fußballpokal 2013 war die 54. Austragung des isländischen Pokalwettbewerbs der Männer. Pokalsieger wurde Fram Reykjavík. Das Team setzte sich am 17. August 2013 im Laugardalsvöllur von Reykjavík gegen UMF Stjarnan durch und qualifizierte sich damit für die Europa League. Titelverteidiger KR Reykjavík schied im Halbfinale gegen den späteren Finalisten UMF Stjarnan aus.

## Modus
Die Begegnungen wurden in einem Spiel ausgetragen. In den ersten zwei Runden nahmen Vereine ab der zweiten Liga abwärts teil. Die Vereine der ersten Liga stiegen erst in der 3. Runde ein. Bei unentschiedenem Ausgang wurde das Spiel zunächst verlängert und gegebenenfalls durch Elfmeterschießen entschieden.

## 1. Runde
| Datum      |                                | Ergebnis  |                       |
| ---------- | ------------------------------ | --------- | --------------------- |
| 30.04.2013 | Gnúpverjar Reykjavík           | 1:9       | Elliði Reykjavík      |
| 01.05.2013 | Berserkir Reykjavík            | 6:2       | KFS Vestmannaeyja     |
| 03.05.2013 | Hvíti riddarinn Mosfellsbær    | 0:3       | Árborg Selfoss        |
| 03.05.2013 | UMF Njarðvík                   | 8:0       | Mídas Reykjavík       |
| 03.05.2013 | ÍF Grótta                      | 3:0       | KH Hlíðarendi         |
| 03.05.2013 | KFG Garðabær                   | 1:5       | Skínandi Garðabær     |
| 03.05.2013 | ÍH Hafnarfjörður               | 1:2       | UMF Álftanes          |
| 03.05.2013 | UMF Þróttur Vogar              | 3:2       | Víðir Garði           |
| 04.05.2013 | Snæfell/Geislinn Stykkishólmur | 1:5       | Ármann Reykjavík      |
| 04.05.2013 | KFR Hella/Hvolsvöllur          | 3:2       | Léttir Reykjavík      |
| 04.05.2013 | Kóngarnir Reykjavík            | 1:4       | UMF Grundarfjörður    |
| 04.05.2013 | Leiknir Fáskrúðsfjörður        | 0:3       | UMF Einherji          |
| 04.05.2013 | Ísbjörninn Kópavogur           | 1:6       | Hamar Hveragerði      |
| 04.05.2013 | Afríka Reykjavík               | 2:5 n. V. | Ýmir Kópavogur        |
| 04.05.2013 | Ægir þorlákshöfn               | 1:0       | KB Breiðholts         |
| 04.05.2013 | Reynir Sandgerði               | 11:00     | Vatnaliljur Kópavogur |
| 04.05.2013 | UMF Kormákur/Hvöt              | 0:9       | Magni Grenivík        |
| 04.05.2013 | Hómer Reykjavík                | 4:2       | UMF Stokkseyri        |
| 04.05.2013 | Augnablik Kópavogur            | 5:0       | Kári Akranes          |
| 04.05.2013 | KS Dalvík/Reynir               | 6:0       | Hamrarnir Akureyri    |

## 2. Runde
| Datum      |                      | Ergebnis              |                       |
| ---------- | -------------------- | --------------------- | --------------------- |
| 10.05.2013 | Árborg Selfoss       | 1:3                   | Ármann Reykjavík      |
| 12.05.2013 | BÍ/Bolungarvík       | 7:1                   | Augnablik Kópavogur   |
| 13.05.2013 | KA Akureyri          | 1:2                   | Magni Grenivík        |
| 13.05.2013 | KF Vesturbæjar       | 2:1                   | Fjölnir Reykjavík     |
| 13.05.2013 | Leiknir Reykjavík    | 6:0                   | UMF Njarðvík          |
| 13.05.2013 | Víkingur Reykjavík   | 2:0                   | Haukar Hafnarfjörður  |
| 13.05.2013 | Ýmir Kópavogur       | 3:1                   | KFR Hella/Hvolsvöllur |
| 13.05.2013 | ÍR Reykjavik         | 2:5                   | UMF Selfoss           |
| 13.05.2013 | Stál-úlfur Kópavogur | 1:2                   | ÍF Grótta             |
| 13.05.2013 | þróttur Reykjavík    | 4:2                   | UMF Afturelding       |
| 13.05.2013 | Skínandi Garðabær    | 1:2                   | HK Kópavogur          |
| 13.05.2013 | KS Fjallabyggðar     | 1:3                   | Völsungur Húsavík     |
| 14.05.2013 | Berserkir Reykjavík  | 1:2                   | Hamar Hveragerði      |
| 14.05.2013 | UMF Þróttur Vogar    | 3:0                   | Hómer Reykjavík       |
| 14.05.2013 | UMF Sindri Höfn      | 3:3 n. V. (4:3 i. E.) | KFF Fjarðabyggðar     |
| 14.05.2013 | UMF Álftanes         | 3:0                   | Elliði Reykjavík      |
| 14.05.2013 | Ægir þorlákshöfn     | 3:4                   | UMF Grindavík         |
| 14.05.2013 | Reynir Sandgerði     | 7:0                   | UMF Grundarfjörður    |
| 14.05.2013 | KS Dalvík/Reynir     | 1:5                   | UMF Tindastóll        |
| 14.05.2013 | Höttur Egilsstaðir   | 3:0                   | UMF Einherji          |

## 3. Runde
Teilnehmer: Die 20 Sieger der 2. Runde und die 12 Vereine der Pepsideild 2013.
| Datum      |                   | Ergebnis              |                      |
| ---------- | ----------------- | --------------------- | -------------------- |
| 29.05.2013 | þróttur Reykjavík | 1:5                   | ÍBV Vestmannaeyja    |
| 29.05.2013 | UMF Sindri Höfn   | 4:0                   | Ýmir Kópavogur       |
| 29.05.2013 | Fylkir Reykjavík  | 2:0                   | Völsungur Húsavík    |
| 29.05.2013 | BÍ/Bolungarvík    | 3:3 n. V. (3:1 i. E.) | Reynir Sandgerði     |
| 29.05.2013 | Magni Grenivík    | 2:0                   | UMF Þróttur Vogar    |
| 29.05.2013 | KF Vesturbæjar    | 0:0 n. V. (6:7 i. E.) | Víkingur Reykjavík   |
| 29.05.2013 | ÍA Akranes        | 2:1 n. V.             | UMF Selfoss          |
| 29.05.2013 | ÍF Grótta         | 3:1                   | Höttur Egilsstaðir   |
| 29.05.2013 | Leiknir Reykjavík | 3:0                   | Ármann Reykjavík     |
| 29.05.2013 | Hamar Hveragerði  | 1:2                   | UMF Tindastóll       |
| 30.05.2013 | KR Reykjavík      | 3:1                   | UMF Grindavík        |
| 30.05.2013 | þór Akureyri      | 3:3 n. V. (3:4 i. E.) | UMF Stjarnan         |
| 30.05.2013 | HK Kópavogur      | 0:4                   | Breiðablik Kópavogur |
| 30.05.2013 | UMF Álftanes      | 1:2                   | UMF Víkingur         |
| 30.05.2013 | FH Hafnarfjörður  | 3:2                   | Keflavík ÍF          |
| 30.05.2013 | Valur Reykjavík   | 1:2                   | Fram Reykjavík       |

## Achtelfinale
| Datum      |                    | Ergebnis              |                      |
| ---------- | ------------------ | --------------------- | -------------------- |
| 13.06.2013 | BÍ/Bolungarvík     | 0:1                   | ÍBV Vestmannaeyja    |
| 19.06.2013 | UMF Sindri Höfn    | 0:3                   | Fylkir Reykjavík     |
| 19.06.2013 | Leiknir Reykjavík  | 0:3                   | KR Reykjavík         |
| 19.06.2013 | Víkingur Reykjavík | 2:1                   | UMF Tindastóll       |
| 19.06.2013 | ÍF Grótta          | 3:2                   | Magni Grenivík       |
| 19.06.2013 | UMF Víkingur       | 1:1 n. V. (4:5 i. E.) | Fram Reykjavík       |
| 20.06.2013 | ÍA Akranes         | 0:3 n. V.             | Breiðablik Kópavogur |
| 20.06.2013 | UMF Stjarnan       | 3:1                   | FH Hafnarfjörður     |

## Viertelfinale
| Datum      |                    | Ergebnis  |                      |
| ---------- | ------------------ | --------- | -------------------- |
| 07.07.2013 | ÍBV Vestmannaeyja  | 0:3       | KR Reykjavík         |
| 07.07.2013 | Fylkir Reykjavík   | 2:3 n. V. | UMF Stjarnan         |
| 07.07.2013 | Víkingur Reykjavík | 1:5       | Breiðablik Kópavogur |
| 08.07.2013 | ÍF Grótta          | 1:2 n. V. | Fram Reykjavík       |

## Halbfinale
| Datum      |                | Ergebnis  |                      |
| ---------- | -------------- | --------- | -------------------- |
| 01.08.2013 | UMF Stjarnan   | 2:1 n. V. | KR Reykjavík         |
| 04.08.2013 | Fram Reykjavík | 2:1       | Breiðablik Kópavogur |

## Finale
| Paarung        | Fram Reykjavík – UMF Stjarnan |
| Ergebnis       | 3:3 n. V. (3:3, 0:2), 3:1 i. E. |
| Datum          | 17. August 2013 |
| Stadion        | Laugardalsvöllur, Reykjavík |
| Zuschauer      | 4.318 |
| Schiedsrichter | Kristinn Jakobsson |
| Tore           | 0:1 Halldór Orri Björnsson (5. Elfmeter) 0:2 Veigar Páll Gunnarsson (39.) 1:2 Hólmbert Friðjónsson (53.) 2:2 Almarr Ormarsson (64.) 2:3 Halldór Orri Björnsson (72.) 3:3 Almarr Ormarsson (88.) Elfmeterschießen: 1:0 Hólmbert Friðjónsson 1:1 Ólafur Karl Finsen 2:1 Sam Hewson Garðar Jóhannsson 3:1 Jordan Halsman Halldór Orri Björnsson Alan Alexander Lowing Gunnar Örn Jónsson |
| Fram Reykjavík | Ögmundur Kristinsson – Alan Alexander Lowing, Orri Gunnarsson, Ólafur Örn Bjarnason (83. Daði Guðmundsson), Jordan Halsman – Haukur Baldvinsson (56. Aron Bjarnason), Almarr Ormarsson, Sam Hewson, Viktor Bjarki Arnarsson (70. Viktor Bjarki Arnarsson) – Hólmbert Friðjónsson, Kristinn Ingi Halldórsson Cheftrainer: Ríkharður Daðason                                            |
| UMF Stjarnan   | Ingvar Jónsson – Kennie Chopart (42. Ólafur Karl Finsen), Michael Præst Möller, Daníel Laxdal, Robert Johann Sandnes – Jóhann Laxdal, Atli Jóhannsson (116. Tryggvi Sveinn Bjarnason), Halldór Orri Björnsson, Martin Rauschenberg Brorsen – Veigar Páll Gunnarsson (83. Gunnar Örn Jónsson), Garðar Jóhannsson Cheftrainer: Logi Ólafsson                                            |
| Gelbe Karten   | Almarr Ormarsson, Alan Alexander Lowing, Kristinn Ingi Halldórsson – Martin Rauschenberg Brorsen, Veigar Páll Gunnarsson, Michael Præst Möller, Atli Jóhannsson |